# Skarpnäcks stadsdelsområde
Skarpnäck är ett stadsdelsområde i Söderort i Stockholms kommun med 46 415 invånare den 31 december 2022.
Stadsdelsområdet omfattar stadsdelarna Hammarbyhöjden, Björkhagen, Enskededalen, Kärrtorp, Bagarmossen, Skarpnäcks gård, Flaten, Orhem och Skrubba. Vid gränsen i öster mot Nacka kommun och stadsdelen Älta börjar Nackareservatet. Stadsdelsnämnden startade sin verksamhet den 1 januari 1997 som en av 24 stadsdelsområden, men omfattade då enbart stadsdelen Skarpnäcks gård. 1 januari 1999 slogs detta stadsdelsområde ihop med Hammarby stadsdelsområde och övertog då namnet Skarpnäck.
Området började bebyggas på 1920-talet med villor i Enskededalen och småhus i västra Skarpnäcks gård (Pungpinan). På 30-talet byggdes områdets första flerfamiljshus i Hammarbyhöjden. Björkhagen, Kärrtorp och Bagarmossen bebyggdes på 1940-talet och 1950-talet. Skarpnäcksfältet inom Skarpnäcks gård bebyggdes på 1980-talet. 